# 道の駅瑞穂
道の駅瑞穂（みちのえき みずほ）は、島根県邑智郡邑南町下田所にあった国道261号の道の駅である。

## 概要
2025年（令和7年）8月4日に島根県邑智郡邑南町下田所に新たに道の駅邑南の里が建設されたことで移転リニューアルとなった。

## 施設
- 駐車場：26台
  - 普通車：23台
  - 大型車：3台
  - 身障者用：2台
- トイレ
  - 男：大 3器・小 6器
  - 女：7器
  - 身障者用：1器
- 公衆電話：2台
- 産直市みずほ（9:00 - 18:00）
- レストラン 「石州ラーメン瑞穂屋」（11:00 - 18:00）
- 売店
- 休憩所（7:00 - 17:50）
- 情報コーナー
- ベビーベッド
- 郵便ポスト（田所郵便局）
- バスターミナル

## 休館日
- 年中無休（以下の施設は除く）
- 毎週火曜日（レストラン「石州ラーメン瑞穂屋」）
- 年始（産直売店）

## アクセス
- 国道261号 - 登録路線
  - 島根県道6号吉田邑南線

### バスターミナル

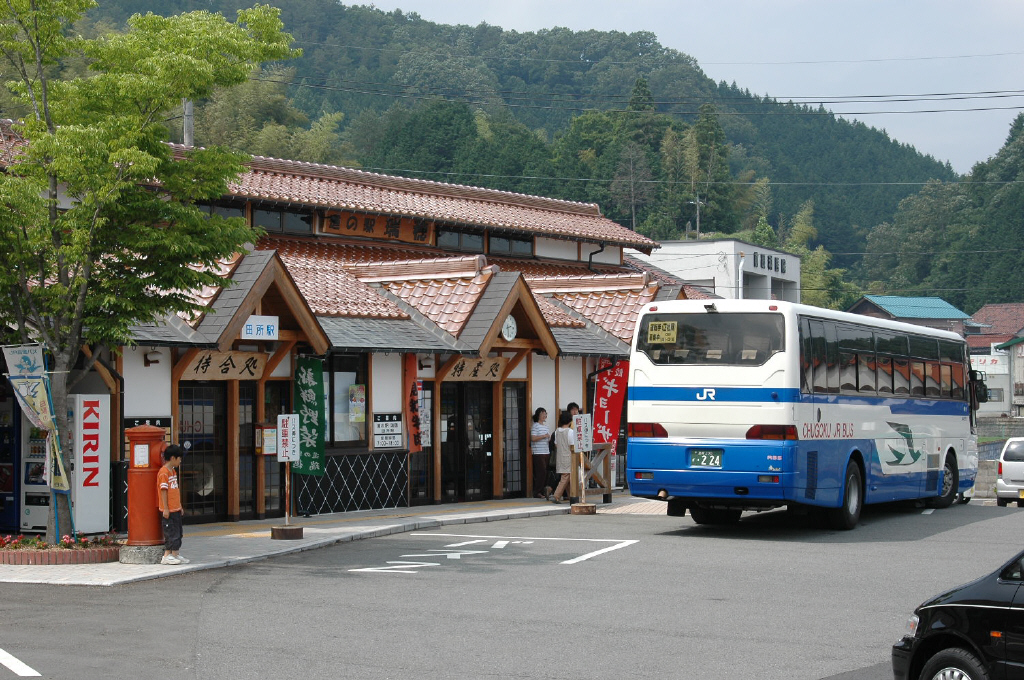
川本線時代

本施設は国鉄バス→JRバスの田所駅（自動車駅）だったものを、道の駅として再整備したものであるため、バスターミナルを併設していた。なお、バス停の名称は田所道の駅である。

#### バス路線
- 石見交通…石見銀山号（広島新幹線口 - 広島センター - 高速道 - 大朝 - 小河内 - 田所道の駅 - 井原 - 因原インフォメーションセンター - 川本駅 - 大田バスセンター）※1日2往復のみ
- 邑南町営バス…瑞穂地域（17系統（ふくし号市木線）を除くの各路線）・羽須美地域（1系統（羽須美田所線））・川本線（三坂口～小河内 - 田所道の駅 - 下対 - 井原 - 矢上 - 因原インフォメーションセンター - 川本駅）

※石見銀山号は乗降扱いのほか、休憩も兼ねる。

## 周辺
- 瑞穂ハイランド